# Governo della Spagna
Il governo della Spagna (in spagnolo Gobierno de España; in catalano Govern d'Espanya; in basco Espainiako Gobernua) è regolato secondo il Titolo IV della costituzione e il Titolo V della legge del governo.
La Spagna è una monarchia parlamentare presieduta da un re (al 2025 Filippo VI) che assolve alle funzioni di capo di Stato, e un presidente del Governo (al 2025 Pedro Sánchez), che presiede il potere esecutivo.